# Neurosymploca
Neurosymploca is een geslacht van vlinders uit de familie van de bloeddrupjes (Zygaenidae) en de onderfamilie Zygaeninae.

## Soorten
- N. affinis Jordan, 1907
- N. caffra (Linnaeus, 1764)
- N. concinna (Dalman, 1823)
- N. hottentota (Herrich-Schäffer, 1854)
- N. meterythra Hampson, 1920
- N. namaqua (Boisduval, 1847)
- N. ocellaris (Felder & Felder, 1874)
- N. pagana Kirby, 1892
- N. wallengreni Kirby, 1892
- N. zelleri Wallengren, 1860